# Klein Schwechten
Klein Schwechten là một đô thị thuộc huyện Stendal, bang Sachsen-Anhalt, Đức. Đô thị Klein Schwechten có diện tích 18,91 km², dân số thời điểm ngày 31 tháng 12 năm 2006 là 535 người.